# Kirche Jantarny

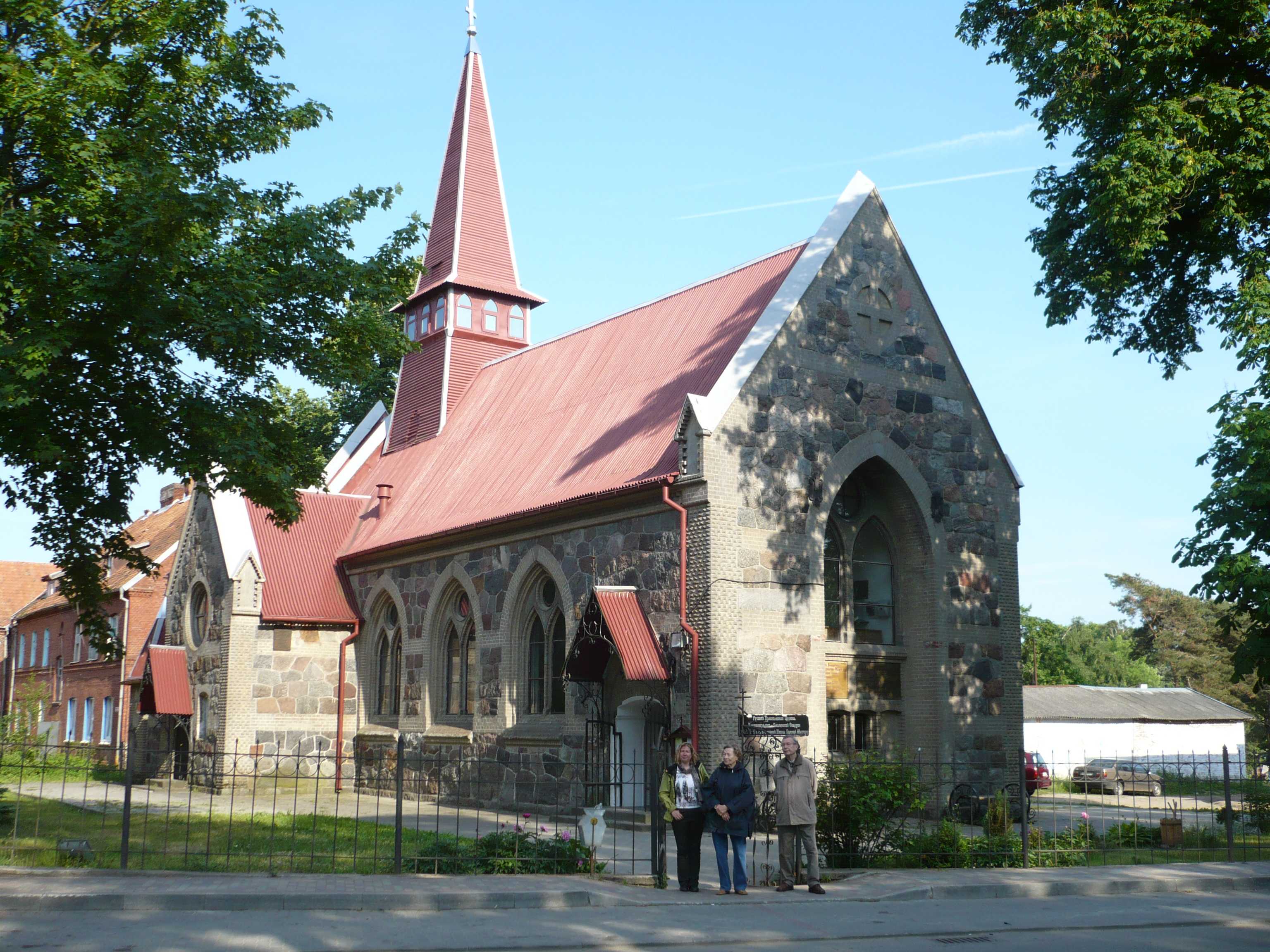
Kirche Jantarny / Palmnicken (Juni 2011)

Die Kirche Palmnicken (russisch Кирха Пальмникена Kircha Palymnikena), heute Kirche der Kasaner Ikone der Muttergottes, war ursprünglich  Gotteshaus der evangelischen Gemeinde der Stadt Palmnicken in Ostpreußen. Sie wurde im Jahre 1892 eingeweiht und dient seit 1990 der russisch-orthodoxen Gemeinde in Jantarny als Kirchengebäude.

## Geographische Lage
Die Kirche in Jantarny (Palmnicken) befindet sich am südlichen Ortsausgang auf der östlichen Straßenseite. Die städtische Siedlung Jantarny ist Sitz des Stadtkreises Jantarny und liegt an der Bernsteinküste im Westen der Oblast Kaliningrad (Gebiet Königsberg (Preußen)) der Russischen Föderation.
Jantarny ist von der Fernstraße A 192 aus über Krasnotorowka (Heiligenkreutz) bzw. Russkoje (Germau) zu erreichen. Nach Fertigstellung des Primorskoje Kolzo (Küstenautobahnring) wird die Stadt über einen Direktzubringer angeschlossen sein. Eine Bahnanbindung besteht nicht mehr.

## Kirchengebäude

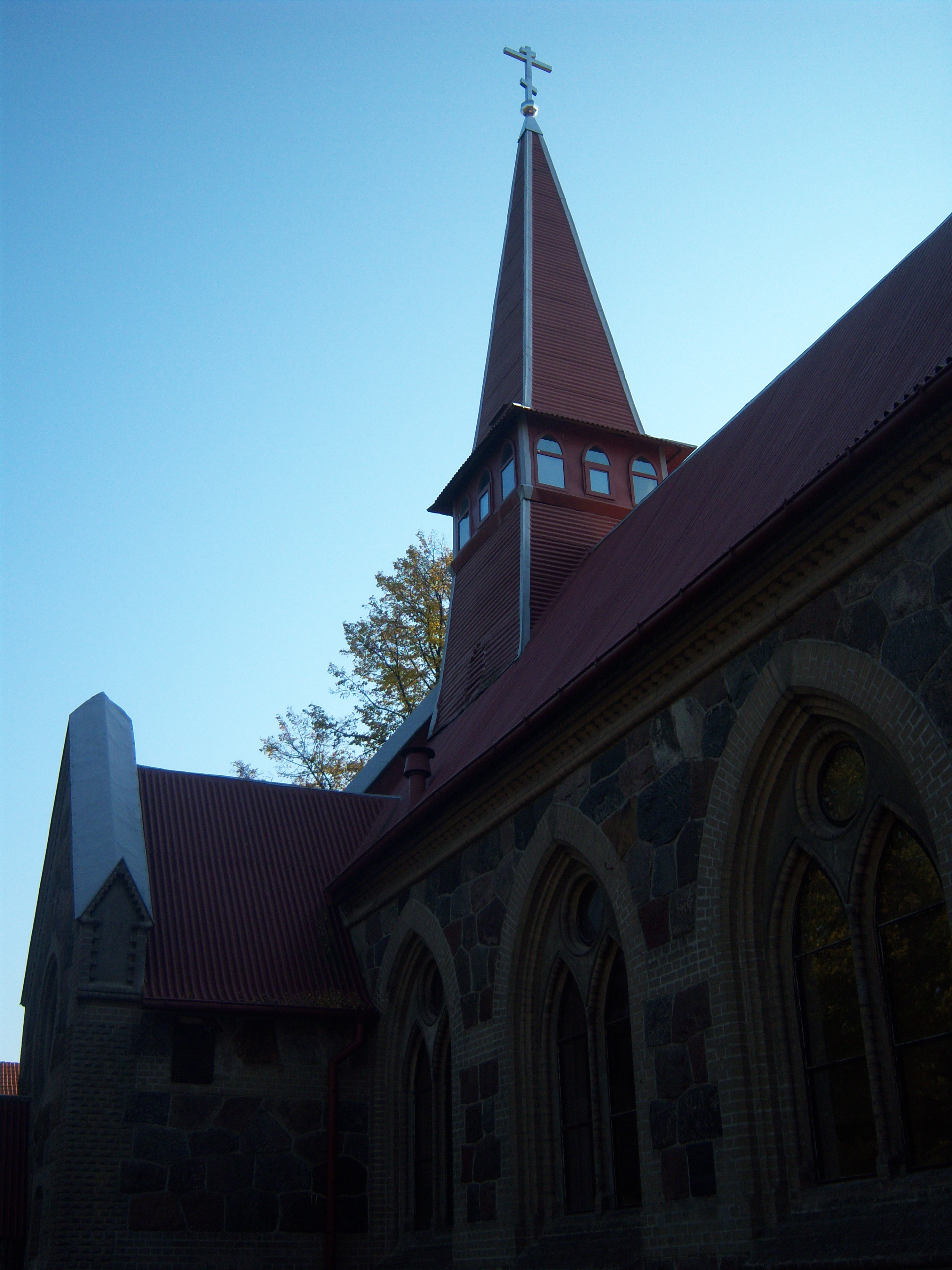
Die Kirche in Jantarny (Palmnicken) im Jahr 2011

Die ehemalige Pfarrkirche in Palmnicken ist eine Gründung des Geheimen Kommerzienrates Moritz Becker, der für die Angestellten des Bernsteinbergbaus ein Gotteshaus erstellen ließ. Nach einer fünfjährigen Bauzeit wurde die Kirche am 3. Januar 1892 eingeweiht.
Der massive Feldstein- und Ziegelbau mit spitzem Turm weist stilistische Anklänge an die Georgenkapelle im Garten des ehemaligen Schlosses Monbijou in Berlin auf. Die Innenausstattung war in romanischem Stil gehalten. Im Rahmen der Renovierung im Jahre 1936 wurden im Altarraum zwei gemalte Gobelins von Professor Richard Pfeiffer aus Königsberg angebracht, die den gekreuzigten und den triumphierenden Christus darstellten. Anstelle der 1919 gestohlenen Altargeräte erhielt die Kirche 1920 eine Stiftung moderner Geräte aus Kupfer mit Bernsteineinlagen.
Eine Orgel war in der Kirche seit ihrer Gründung vorhanden. Das Geläut bestand ursprünglich aus zwei Glocken.
Zwischen 1945 und 1990 blieb das Kirchengebäude ungenutzt. Im Jahre 1990 wurde es restauriert und der Russisch-orthodoxen Kirche übereignet. Die frühere Altarwand wurde durch eine Ikonostase ersetzt und die Kirchenbänke sind beseitigt.

## Kirchengemeinde

### Evangelisch (bis 1945)
Eine selbständige evangelische Kirchengemeinde gab es in Palmnicken erst seit 1906. Bis dahin war der Ort Filialgemeinde der Kirche Germau (heute russisch: Russkoje), und noch früher direkt mit der Kirche in Lochstädt (heute russisch: Pawlowo) verbunden. Bereits vor 1899 wurden Hilfsprediger in Palmnicken eingesetzt, bevor 1906 eine Pfarrstelle errichtet wurde. Palmnicken zählte im Jahre 1925 insgesamt 4.117 Gemeindeglieder. Die Pfarrei gehörte bis 1945 zum Kirchenkreis Fischhausen (heute russisch: Primorsk) in der Kirchenprovinz Ostpreußen der Evangelischen Kirche der Altpreußischen Union. Mit der Flucht und Vertreibung der einheimischen Bevölkerung in Kriegsfolge erstarb das evangelische Kirchenleben in Palmnicken.

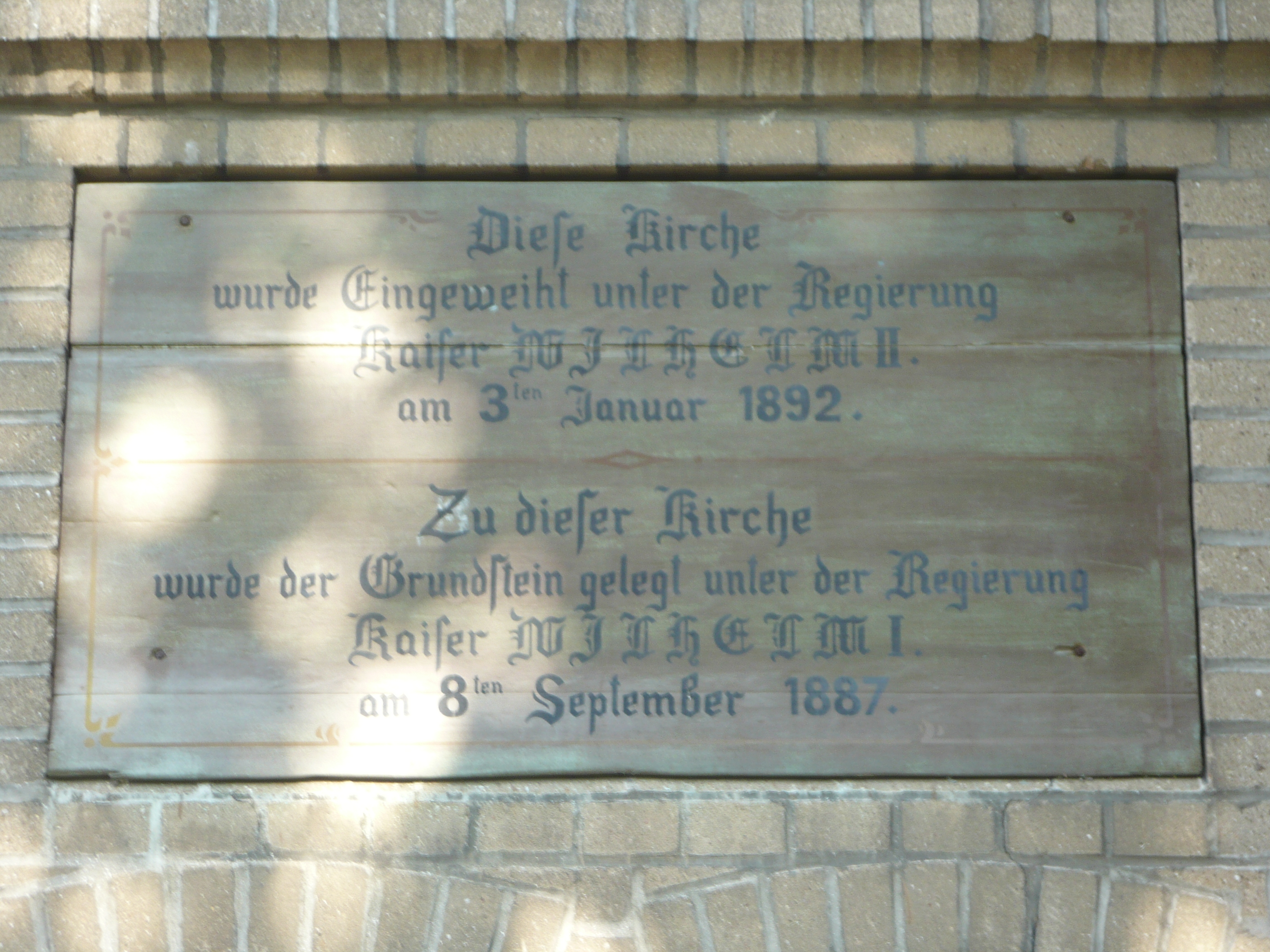
Kirche Palmnicken (Juni 2011)

#### Kirchspielorte
Zum Kirchspiel Palmnicken gehörten zwischen 1906 und 1945 außer dem Pfarrort noch acht umliegende Ortschaften:
| Name            | Russischer Name |  | Name         | Russischer Name |
| --------------- | --------------- |  | ------------ | --------------- |
| Bardau          | Gordowo         |  | Kraxtepellen |                 |
| Dorbnicken      | Krasnopolje     |  | Pfeffermühle |                 |
| Groß Hubnicken  | Sinjawino       |  | Sorgenau     | Pokrowskoje     |
| Klein Hubnicken | Klenowoje       |  | Warschken    | Werschkowo      |

#### Pfarrer
Bis 1906 amtierten in Palmnicken Hilfsprediger, ab dann wurde die eigens eingerichtete Pfarrstelle besetzt:
| - Albert Fr. Otto Rudzewski, bis 1899 - Ernst Otto Schultz, 1899–1903 - Richard Echternach, 1903–1906 - Joseph Laudien, 1906–1917 | - Martin Matz, 1918–1923 - Johannes Hundsdörffer, 1923–1929 - Kurt Wiese, 1929–1935 - Johannes Jänicke, 1935–1945 |

#### Kirchenbücher
Von den Kirchenbüchern des Kirchspiels Palmnicken sind erhalten:
- Taufen: 1906 bis 1944 (mit Namensliste)
- Trauungen: 1906 bis 1944 (mit Namensliste ab 1916)
- Beerdigungen: 1906 bis 1944 (mit Namensliste)
- Konfirmationen: 1905 bis 1944

Außerdem: Gefallenenlisten 1914 bis 1917 und 1940 bis 1943.
Die Unterlagen werden im Evangelischen Zentralarchiv in Berlin-Kreuzberg aufbewahrt.

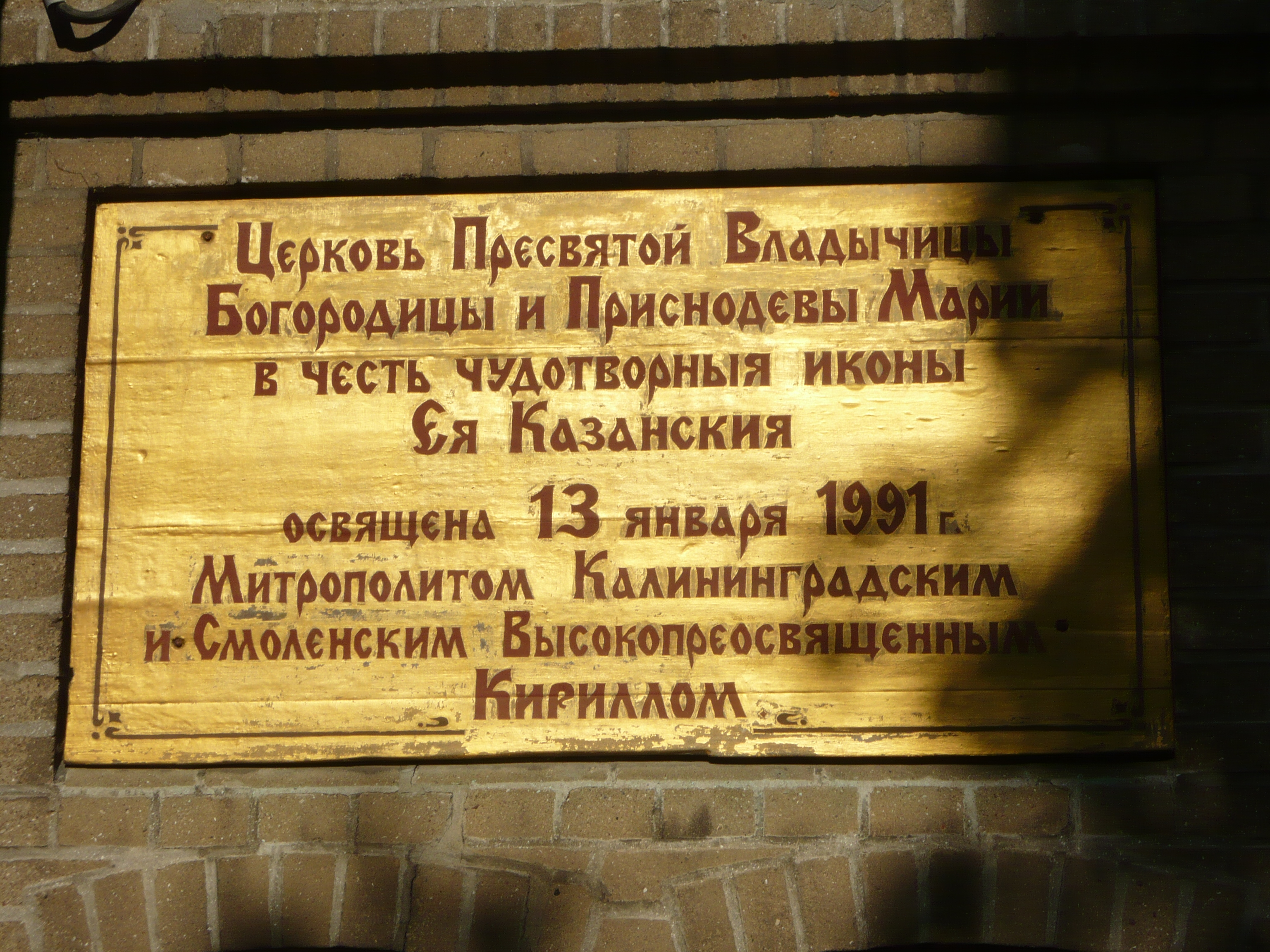
Kirche Jantarny (Juni 2011)

### Russisch-orthodox (ab 1990)
Seit 1990 besteht in Jantarny eine russisch-orthodoxe Gemeinde, die die ehemals evangelische Pfarrkirche jetzt als Gotteshaus nutzt. Sie gehört zur Diözese Kaliningrad und Baltijsk der Russisch-orthodoxen Kirche.